# Ein Freund ging nach Amerika
Ein Freund ging nach Amerika ist eines der bekanntesten Gedichte des steirischen Volksdichters Peter Rosegger. Es wurde zu Lebzeiten Roseggers u. a. in seinem Gedichtband Ein Lied veröffentlicht.

## Entstehung
Das Gedicht ist in der Zeit der Auswanderungswelle nach 1880 entstanden. Damals zogen zum dritten Mal im 19. Jahrhundert vermehrt Menschen aus den deutschsprachigen Gebieten in die Vereinigten Staaten. (→ Auswanderung)

## Inhalt
Ein Freund ging nach Amerika erzählt die Geschichte eines Mannes, der nach Amerika auswanderte und seinen Freund in der Steiermark 2 Jahre hindurch jeweils brieflich um eine Gabe aus der Heimat bittet: Zuerst um Rosen für seine Braut, dann um Wasser für die Taufe des Kindes. In der dritten Strophe schließlich offenbart der Freund einen tragischen Schicksalsschlag: „Schicke mir Erde aus Steiermark / Muss Weib und Kind begraben!“ Eine vierte Strophe kommentiert die Sehnsucht nach „des Heimatlandes Segen“, die dem Freund auch in der Fremde geblieben ist.

### Text
Ein Freund ging nach Amerika

Und schrieb mir vor einigen Lenzen:

Schicke mir Rosen aus Steiermark,

Ich hab’ eine Braut zu bekränzen!

Und als vergangen war ein Jahr,

Da kam ein Brieflein gelaufen:

Schicke mir Wasser aus Steiermark,

Ich hab’ ein Kindlein zu taufen!

Und wieder ein Jahr, da wollte der Freund,

Ach, noch was anderes haben:

Schicke mir Erde aus Steiermark,

Muss Weib und Kind begraben!

Und so ersehnte der arme Mann

Auf fernsten, fremden Wegen

Für höchste Freud’, für tiefstes Leid

Des Heimatlandes Segen.

### Thema
Das Gedicht hat nicht nur die rührselige Geschichte von den Schicksalsschlägen des Freundes in der Fremde zum Thema, auch die Heimatverbundenheit ist zentraler Bestandteil der Handlung – für Peter Rosegger autobiographisch: Zeit seines Lebens pries er im Sinne der Heimatkunstbewegung in seinen Werken die Idylle seiner steirischen Waldheimat. „Der rechte, echte, feste und treue Mensch muss irgendwo wurzeln, nicht anders wie ein Baum, ein Kornhalm.“ Zur heutigen Rezeption meint die Literaturwissenschaftlerin Christiane Zintzen: „Man mag die wohlbekannte Strophe des Peter Rosegger an diesem Ort, in dieser Zeit in vielerlei Hinsicht verwerfen: Was sie anspricht […] ist das Bild des Exils und der Fremde.“

### Form
Ein Freund ging nach Amerika ist ein vierstrophiges Gedicht im Reimschema [xaxa]. Lediglich die 2. und 4. Verse einer Strophe reimen sich, die 1. und 3. Verse sind Reimwaisen. Die ersten drei Strophen sind dabei eng miteinander verknüpft und erzählen die eigentliche Geschichte vom Freund, der nach Amerika ging. Diese Zusammengehörigkeit der Strophen zeigt sich auch im identischen Aufbau: Der jeweils dritte Vers dieser Strophen beginnt mit „Schick' mir“ und nennt die Gaben, um die gebeten werden. Die letzte Strophe steht auch stilistisch neben den vorhergegangenen Strophen und kommentiert abschließend weniger das tragische Leid, sondern die Verbundenheit mit der Steiermark, die dem Freund in der Fremde erhalten geblieben.

## Vertonung
Die Vertonung des Gedichts durch das Duo Musyl & Joseppa aus dem Jahr 1973 ist ein bekanntes Beispiel der Stilrichtung „Austropop“. Die Sängerin Joseppa († März 2015) traf damals den Komponisten Paul Musyl „und bat ihn, das Gedicht vom ‚Freund, der nach Amerika ging‘ zu vertonen.“ Sie veröffentlichten das Lied auch als B-Seite von „Body Shoe“, einer Werbesingle für den Schuhhändler Humanic.
Des Weiteren veröffentlichte die Wiener Band Stahlhammer 1995 eine Version des Liedes auf ihrem Album "Killer Instinkt".